# Bittor Alkiza Fernández
Bittor Alkiza Fernández (Sant Sebastià, Guipúscoa, 26 d'octubre de 1970) és un exfutbolista basc que jugava com a migcampista, per la Reial Societat i l'Athletic Club. Durant la major part de la seva carrera va lluir el dorsal 18 a l'esquena. El seu pare va ser president de la Reial Societat. Posteriorment, ha fet d'entrenador de futbol.

## Trajectòria professional
Alkiza es va formar al planter de la Reial Societat, equip amb el qual es va produir el seu debut a la Primera Divisió espanyola en la temporada 91/92. Va disputar un total de 26 partits en els quals va marcar 3 gols. Dues temporades més va continuar en Donostia, jugant més de 30 partits per temporada i apuntant 4 gols cada any. Va alçar l'interès del Reial Madrid, que va estar a un pas de fitxar-lo.
La temporada 94/95 es va produir el seu pas a l'equip rival, l'Athletic Club de Bilbao. El seu fitxatge (220 milions de pessetes) va ser molt celebrat pels seguidors de l'equip roig-i-blanc, perquè era un jugador de present i futur. Efectivament així va ser el cas. Alkiza va estar 8 temporades en l'Athletic on va passar bons moments. Durant aquest període va marcar vuit gols en Lliga. Va combinar temporades brillants que li van dur a disputar la Champions amb el seu equip. i
Amb la selecció espanyola va ser demanat per a disputar amb assiduïtat els partits de la fase de classificació per a l'Eurocopa de 2000. No obstant això, Alkiza va acusar la seva irregularitat i les lesions en alguna campanya com la 01/02. Malgrat tot, la seva classe van enlluernar a l'afició de Bilbao. Fins al punt que quan l'any 2003 va decidir tornar a Sant Sebastià va ser ovacionat sincerament en el seu comiat.
Dues temporades més seguiria en actiu. Va arribar el primer any per a donar profunditat a la plantilla reialista que venia d'aconseguir passaport per a la Champions. El seu rendiment va ser molt bo. Però el segon any poc va poder aportar i va acabar decidint que el millor era deixar-lo, empès en part per una lesió degenerativa que li llastrava.

### Perfil com a jugador
Encara que la seva demarcació natural era la d'interior esquerre, també podia jugar en la mitja punta i com organitzador del joc. Posseïa una més que notable tècnica i un tir potent arribant en segona línia. Molt precís en les passades i aguerrit a l'hora de no donar un baló per perdut. La seva manera de protegir el baló d'esquena i donar-se la volta per a sortir en carrera recordaven als jugadors de rugbi. No obstant això mai va ser un jugador massa regular.